# 棱脉蕨
棱脉蕨（学名：Schellolepis persicifolia）为水龙骨科棱脉蕨属下的一个种。